# HMS Bristol (könnyűcirkáló)
A HMS Bristol a Brit Királyi Haditengerészet egyik Town-osztályú könnyűcirkálója volt. A cirkálót a John Brown & Company clydebanki hajógyárában építették, ahonnan 1910. február 23-án bocsátották vízre. Ez volt az ötödik hajó, ami a HMS Bristol nevet kapta.
Az első világháború kitörésekor, 1914-ben a hajó a Karib-térségben teljesített szolgálatot. A Bristolt elég hamar bevetették, augusztus 6-án már a német Karlsruhe cirkálót támadta, ezzel ez lett az első brit hajó a világháborúban, amely tűzharcban vett részt. Az összetűzésben a Karlsruhe, kihasználva sebességfölényét elmenekült.
1914 decemberének elején a Bristol is benne volt abban a csoportban, amit a britek Maximilian von Spee tengernagy ellen küldtek, hogy megbosszulják a Coronel-foki vereséget. December 8-án a hajót újra feltöltötték szénnel, a Stanley-i kikötőben, ezért két órával később tudott csak bekapcsolódni a Falkland-szigeteki csatába, aminek következtében nem tudott a ellenség fő haderejével harcolni. Ez helyett viszont megtámadott két szénszállító hajót.
Később a brit cirkálót a Földközi-tengerre vezényelték, majd 1916-ban csatlakozott az olasz parancsnokság alá tartozó Adriai rajhoz. Itt töltött szolgálata során részt vett az otrantói csatában, ahol az Osztrák–Magyar Monarchia cirkálói ellen küzdött. A háború végén a Bristol Dél-Amerika partjainál szolgált.
1921. május 9-én a hajót eladták ócskavasnak a hayle-i Thos W Wardnak.

## Lásd még
- HMS Bristol nevet viselő hajók listája.